# Grand Prix Formule 1 van Canada 2023
De Grand Prix Formule 1 van Canada 2023 werd verreden op 18 juni op het Circuit Gilles Villeneuve in Montreal. Het was de achtste race van het seizoen.

## Vrije trainingen
Tijdens de eerste vrije training kwam Pierre Gasly stil te staan op de baan en dit leidde tot een rode vlag. Er was echter een technisch probleem met het CCTV systeem in Canada en VT1 werd niet meer hervat, slechts 12 coureurs hadden een tijd op de klokken gezet. De tweede vrije training begon daarom een half uur eerder dan gepland zodat er genoeg trainingstijd voor de coureurs was. 

### Uitslagen
- Enkel de top vijf wordt weergegeven.

| Vrije training 1 | Pos. | Nr. | Coureur          | Constructeur               | Tijd     |
| ---------------- | ---- | --- | ---------------- | -------------------------- | -------- |
| Vrije training 1 | 1    | 77  | Valtteri Bottas  | Alfa Romeo-Ferrari         | 1:18.728 |
| Vrije training 1 | 2    | 18  | Lance Stroll     | Aston Martin-Mercedes      | 1:19.175 |
| Vrije training 1 | 3    | 14  | Fernando Alonso  | Aston Martin-Mercedes      | 1:19.807 |
| Vrije training 1 | 4    | 11  | Sergio Pérez     | Red Bull Racing-Honda RBPT | 1:20.154 |
| Vrije training 1 | 5    | 1   | Max Verstappen   | Red Bull Racing-Honda RBPT | 1:20.231 |
| Vrije training 2 | Pos. | Nr. | Coureur          | Constructeur               | Tijd     |
| Vrije training 2 | 1    | 44  | Lewis Hamilton   | Mercedes                   | 1:13.718 |
| Vrije training 2 | 2    | 63  | George Russell   | Mercedes                   | 1:13.745 |
| Vrije training 2 | 3    | 55  | Carlos Sainz jr. | Ferrari                    | 1:13.844 |
| Vrije training 2 | 4    | 14  | Fernando Alonso  | Aston Martin-Mercedes      | 1:14.044 |
| Vrije training 2 | 5    | 16  | Charles Leclerc  | Ferrari                    | 1:14.094 |
| Vrije training 3 | Pos. | Nr. | Coureur          | Constructeur               | Tijd     |
| Vrije training 3 | 1    | 1   | Max Verstappen   | Red Bull Racing-Honda RBPT | 1:23.106 |
| Vrije training 3 | 2    | 16  | Charles Leclerc  | Ferrari                    | 1:23.397 |
| Vrije training 3 | 3    | 14  | Fernando Alonso  | Aston Martin-Mercedes      | 1:24.483 |
| Vrije training 3 | 4    | 20  | Kevin Magnussen  | Haas-Ferrari               | 1:24.715 |
| Vrije training 3 | 5    | 55  | Carlos Sainz jr. | Ferrari                    | 1:24.765 |

## Kwalificatie
Max Verstappen behaalde de vijfentwintigste pole position in zijn carrière.
| Pos.                   | Nr. | Coureur          | Constructeur               | Kwalificatietijden | Kwalificatietijden | Kwalificatietijden | Grid  |
| Pos.                   | Nr. | Coureur          | Constructeur               | Q1                 | Q2                 | Q3                 | Grid  |
| ---------------------- | --- | ---------------- | -------------------------- | ------------------ | ------------------ | ------------------ | ----- |
| 1                      | 1   | Max Verstappen   | Red Bull Racing-Honda RBPT | 1:20.851           | 1:19.092           | 1:25.858           | 1     |
| 2                      | 27  | Nico Hülkenberg  | Haas-Ferrari               | 1:22.730           | 1:20.305           | 1:27.102           | 5 *1  |
| 3                      | 14  | Fernando Alonso  | Aston Martin-Mercedes      | 1:21.481           | 1:19.776           | 1:27.286           | 2     |
| 4                      | 44  | Lewis Hamilton   | Mercedes                   | 1:21.554           | 1:20.426           | 1:27.627           | 3     |
| 5                      | 63  | George Russell   | Mercedes                   | 1:21.798           | 1:20.098           | 1:27.893           | 4     |
| 6                      | 31  | Esteban Ocon     | Alpine-Renault             | 1:22.114           | 1:20.406           | 1:27.945           | 6     |
| 7                      | 4   | Lando Norris     | McLaren-Mercedes           | 1:21.998           | 1:19.347           | 1:28.046           | 7     |
| 8                      | 55  | Carlos Sainz jr. | Ferrari                    | 1:22.248           | 1:19.856           | 1:29.294           | 11 *2 |
| 9                      | 81  | Oscar Piastri    | McLaren-Mercedes           | 1:22.190           | 1:19.659           | 1:31.349           | 8     |
| 10                     | 23  | Alexander Albon  | Williams-Mercedes          | 1:21.938           | 1:18.725           | Geen tijd          | 9     |
| 11                     | 16  | Charles Leclerc  | Ferrari                    | 1:21.843           | 1:20.615           |                    | 10    |
| 12                     | 11  | Sergio Pérez     | Red Bull Racing-Honda RBPT | 1:22.151           | 1:20.959           |                    | 12    |
| 13                     | 18  | Lance Stroll     | Aston Martin-Mercedes      | 1:22.677           | 1:21.484           |                    | 16 *3 |
| 14                     | 20  | Kevin Magnussen  | Haas-Ferrari               | 1:22.351           | 1:21.678           |                    | 13    |
| 15                     | 77  | Valtteri Bottas  | Alfa Romeo-Ferrari         | 1:22.332           | 1:21.821           |                    | 14    |
| 16                     | 22  | Yuki Tsunoda     | AlphaTauri-Honda RBPT      | 1:22.746           |                    |                    | 19 *4 |
| 17                     | 10  | Pierre Gasly     | Alpine-Renault             | 1:22.886           |                    |                    | 15    |
| 18                     | 21  | Nyck de Vries    | AlphaTauri-Honda RBPT      | 1:23.137           |                    |                    | 17    |
| 19                     | 2   | Logan Sargeant   | Williams-Mercedes          | 1:23.337           |                    |                    | 18    |
| 20                     | 24  | Zhou Guanyu      | Alfa Romeo-Ferrari         | 1:23.342           |                    |                    | 20    |
| Q1 107% tijd: 1:26.510 |     |                  |                            |                    |                    |                    |       |

*1 Nico Hülkenberg kreeg een gridstraf van drie plaatsen omdat hij tijdens de derde kwalificatiesessie na zijn snelste ronde te hard reed in een mini sector onder de rode vlag situatie.

*2 Carlos Sainz jr. kreeg een gridstraf van drie plaatsen omdat hij Pierre Gasly hinderde tijdens de eerste kwalificatiesessie.

*3 Lance Stroll kreeg een gridstraf van drie plaatsen omdat hij Esteban Ocon hinderde tijdens de tweede kwalificatiesessie.

*4 Yuki Tsunoda kreeg een gridstraf van drie plaatsen omdat hij Nico Hülkenberg hinderde tijdens de eerste kwalificatiesessie.

## Wedstrijd
Max Verstappen behaalde de eenenveertigste Grand Prix-overwinning in zijn carrière. Dit was tevens de honderdste overwinning voor Red Bull Racing.
| Pos.               | Nr. | Coureur          | Constructeur               | Rondes | Tijd / Oorzaak Uitval | Grid | Punten |
| ------------------ | --- | ---------------- | -------------------------- | ------ | --------------------- | ---- | ------ |
| 1                  | 1   | Max Verstappen   | Red Bull Racing-Honda RBPT | 70     | 1:33:58.348           | 1    | 25     |
| 2                  | 14  | Fernando Alonso  | Aston Martin-Mercedes      | 70     | +9.570                | 2    | 18     |
| 3                  | 44  | Lewis Hamilton   | Mercedes                   | 70     | +14.168               | 3    | 15     |
| 4                  | 16  | Charles Leclerc  | Ferrari                    | 70     | +18.648               | 10   | 12     |
| 5                  | 55  | Carlos Sainz jr. | Ferrari                    | 70     | +21.540               | 11   | 10     |
| 6                  | 11  | Sergio Pérez     | Red Bull Racing-Honda RBPT | 70     | +51.028               | 12   | 9 S    |
| 7                  | 23  | Alexander Albon  | Williams-Mercedes          | 70     | +1:00.813             | 9    | 6      |
| 8                  | 31  | Esteban Ocon     | Alpine-Renault             | 70     | +1:01.692             | 6    | 4      |
| 9                  | 18  | Lance Stroll     | Aston Martin-Mercedes      | 70     | +1:04.402             | 16   | 2      |
| 10                 | 77  | Valtteri Bottas  | Alfa Romeo-Ferrari         | 70     | +1:04.432             | 14   | 1      |
| 11                 | 81  | Oscar Piastri    | McLaren-Mercedes           | 70     | +1:05.101             | 8    |        |
| 12                 | 10  | Pierre Gasly     | Alpine-Renault             | 70     | +1:05.249             | 15   |        |
| 13                 | 4   | Lando Norris     | McLaren-Mercedes           | 70     | +1:08.363 *1          | 7    |        |
| 14                 | 22  | Yuki Tsunoda     | AlphaTauri-Honda RBPT      | 70     | +1:13.423             | 19   |        |
| 15                 | 27  | Nico Hülkenberg  | Haas-Ferrari               | 69     | +1 ronde              | 5    |        |
| 16                 | 24  | Zhou Guanyu      | Alfa Romeo-Ferrari         | 69     | +1 ronde              | 20   |        |
| 17                 | 20  | Kevin Magnussen  | Haas-Ferrari               | 69     | +1 ronde              | 13   |        |
| 18                 | 21  | Nyck de Vries    | AlphaTauri-Honda RBPT      | 69     | +1 ronde              | 17   |        |
| DNF                | 63  | George Russell   | Mercedes                   | 53     | Remmen                | 4    |        |
| DNF                | 2   | Logan Sargeant   | Williams-Mercedes          | 6      | Olielek               | 18   |        |
| Bron: formula1.com |     |                  |                            |        |                       |      |        |

S Sergio Pérez reed voor de elfde keer in zijn carrière een snelste ronde en behaalde hiermee een extra punt.

*1 Lando Norris eindigde de wedstrijd als achtste maar kreeg een tijdstraf van 5 seconden voor onsportief rijgedrag.

## Tussenstanden wereldkampioenschap
Betreft tussenstanden voor het wereldkampioenschap na afloop van de race.

### Coureurs
| Pos. | Nr. | Coureur          | Constructeur               | Punten |
| ---- | --- | ---------------- | -------------------------- | ------ |
| 1    | 1   | Max Verstappen   | Red Bull Racing-Honda RBPT | 195    |
| 2    | 11  | Sergio Pérez     | Red Bull Racing-Honda RBPT | 126    |
| 3    | 14  | Fernando Alonso  | Aston Martin-Mercedes      | 117    |
| 4    | 44  | Lewis Hamilton   | Mercedes                   | 102    |
| 5    | 55  | Carlos Sainz jr. | Ferrari                    | 68     |
| 6    | 63  | George Russell   | Mercedes                   | 65     |
| 7    | 16  | Charles Leclerc  | Ferrari                    | 54     |
| 8    | 18  | Lance Stroll     | Aston Martin-Mercedes      | 37     |
| 9    | 31  | Esteban Ocon     | Alpine-Renault             | 29     |
| 10   | 10  | Pierre Gasly     | Alpine-Renault             | 15     |

### Constructeurs
| Pos. | Constructeur               | Punten |
| ---- | -------------------------- | ------ |
| 1    | Red Bull Racing-Honda RBPT | 321    |
| 2    | Mercedes                   | 167    |
| 3    | Aston Martin-Mercedes      | 154    |
| 4    | Ferrari                    | 122    |
| 5    | Alpine-Renault             | 44     |
| 6    | McLaren-Mercedes           | 17     |
| 7    | Alfa Romeo-Ferrari         | 9      |
| 8    | Haas-Ferrari               | 8      |
| 9    | Williams-Mercedes          | 7      |
| 10   | AlphaTauri-Honda RBPT      | 2      |